# Gary Husband
Gary Husband (ur. 14 czerwca 1960 w Leeds) – brytyjski perkusista i klawiszowiec, znany przede wszystkim z występów w zespole Level 42. Współpracował ponadto m.in. z takimi wykonawcami i zespołami jak: Etienne M'Bappe, Ranjid Barot, Allan Holdsworth, Jan Hammer, Alex Machacek, Eddie Jobson, John Wetton, UK, Jimmy Herring, Zakir Hussain, Wayne Krantz, Lenny White, Bennie Maupin, Ric Fierabracci, Dean Brown, Robin Trower, Randy Brecker, Elliot Mason, Jerry Goodman, Michael Gibbs, Janek Gwizdala, Joe Lovano, Milan Lad, Jack Bruce, Jim Mullen, Jimmy Nail, Gongzilla, Gary Moore, Steve Topping, Anthony Hindson, Andy Summers, James Genus, Barbara Thompson, Richard Turner, Mike Stern, Al Jarreau, Jeff Beck, John McLaughlin, Geoffrey Keezer, Peter Erskine, Wayne Krantz, Ron Sexsmith, Jonas Hellborg, Christof Lauer, NDR Big Band, HR Big Band, Aydin Esen, Syd Lawrence Orchestra oraz Gary Boyle.

## Publikacje
- Interplay and Improvisation on the Drums, Alfred Pub Co, 1998, ISBN 978-0-7692-5993-2

## Wybrana dyskografia
- Gary Husband – The Things I See (Interpretations Of The Music Of Allan Holdsworth) (2001, Art Of Life Records)[5]
- Gary Husband & Friends – Aspire (2004, Jazzizit Records)[6]
- Jason Smith, Gary Husband, Dave Carpenter – Think Like This (2005, Alternity Records)[7]
- Gary Husband – A Meeting Of Spirits (2006, Alternity Records)[8]
- Olga Konkova, Per Mathisen, Ole Mathisen, Gary Husband – Unbound (2006, Alessa Records)[9]
- Christof Lauer, Michel Godard, Gary Husband – Blues In Mind (2007, ACT Music)[10]
- Jason Smith, Gary Husband, Dave Carpenter – Tipping Point (2007, Moonjune Records)[11]
- Gary Husband – Dirty & Beautiful Volume 1 (2010, Abstract Logix)[12]
- Gary Husband – Dirty & Beautiful Volume 2 (2012, Abstract Logix)[13]
- Gary Husband, Alex Machacek – Now (2013, Abstract Logix)[14]